# József Kármán
József Kármán (Losonc, 14 marzo 1769 – Pest, 3 giugno 1795) è stato uno scrittore ungherese.

## Biografia
Figlio di un pastore calvinista, venne educato a Losonc e a Pest, e in seguito si trasferì a Vienna. Qui fece la conoscenza della bella ed eccentrica Contessa Markovics, che fu la sua amante per un certo periodo, ma non fu, come è stato spesso supposto, l'eroina del suo famoso romanzo Fanni Hagyományai ("I lasciti di Fanny"). Successivamente fece ritorno a Pest, dove esercitò la professione di avvocato.
La sua sensibilità, il fascino sociale, le idee liberali (fu uno dei primi massoni ungheresi) e la sua bellezza, gli aprirono le porte delle migliori case. Era conosciuto come l'Alcibiade di Pest, ed era particolarmente a suo agio nei salotti dei magnati protestanti. Nel 1792, assieme al Conte Ráday, fondò la prima società teatrale di Buda. Sostenne che Pest, e non Pozsony, doveva essere il centro letterario dell'Ungheria, e nel 1794 fondò il primo trimestrale ungherese, Urania, che non riscosse molto successo e cessò di esistere l'anno seguente, dopo che erano stati pubblicati tre volumi. Kármán, che da tempo soffriva per una malattia incurabile, morì quello stesso anno. Il suo contributo più importante a Urania fu il suo romanzo sentimentale, I lasciti di Fanny, scritto nello stile de La nuova Eloise e I dolori del giovane Werther. Questo lavoro rappresenta il prodotto più squisito della prosa ungherese del XVIII secolo, e uno dei migliori romanzi psicologici della letteratura. Kármán scrisse anche due satire e frammenti di un romanzo storico, mentre il suo programma letterario è delineato nella dissertazione A nemzet csinosodása.